# Zeteotomus
Zeteotomus — род стафилинид из подсемейства Staphylininae.

## Описание
Усики короче головы, начиная с четвёртого сегмента сильно сжатые. Лапки очень тонкие, длиннее голеней. Внутренний край передних голеней перед вершиной с выемкой.

## Систематика
К роду относятся:
- вид: Zeteotomus brevicornis (Erichson, 1839)
- вид: Zeteotomus scripticollis (Hochhuth, 1849)